# Eu e a Minha Casa
Eu e a Minha Casa é um álbum ao vivo da banda brasileira Diante do Trono, lançado em julho de 2018 pela gravadora Onimusic.

## Lançamento e recepção
| Críticas profissionais | Críticas profissionais |
| Avaliações da crítica  | Avaliações da crítica  |
| Fonte                  | Avaliação              |
| ---------------------- | ---------------------- |
| Super Gospel           | [ 1 ]                  |

Eu e a Minha Casa foi lançado nas plataformas digitais e em formato físico. O disco recebeu avaliações negativas da mídia especializada. Com cotação de duas estrelas de cinco, o Super Gospel afirmou que o álbum "está longe de ser um trabalho relevante dentro dos 20 anos de discografia do Diante do Trono".

## Faixas
1. "Eu e a Minha Casa" (Ana Paula Valadão)
2. "Agora Eu Vejo" (Participação:Roberta Izabel & Marine Friesen)
3. "Valorize-Se" (Participação: Nena Lacerda & Lu Alone)
4. "A Los Ojos de Dios" (Participação: Julissa Rivera)
5. "Mulheres Virtuosas"   (Participação: Flavia Arrais, Nívea Soares & Soraya Moraes)
6. "Noiva Amada"  (Participação: Nívea Soares)
7. "Sou Ester" (Participação: Soraya Moraes)
8. "É Melhor Serem Dois do Que um"  (Participação: Rosana Borba & Asaph Borba)
9. "Eu Só Tenho Você"  (Ana Paula Valadão)
10. "Filho Meu" (Participação: Fred Arrais, Flavia Arrais & Nívea Soares)
11. "Família Bendita" (Participação: Asaph Borba & Sóstenes Mendes